# Lorde
Ella Marija Lani Yelich-O'Connor, művésznevén Lorde (ejtsd: mint a "lord" szót; Auckland, 1996. november 7. –) kétszeres Grammy-díjas új-zélandi dream pop/indie pop/electronica énekesnő.

## Élete
1996. november 7-én született Auckland külvárosában, Takapunában, Sonja Yelich költő és Vic O'Connor mérnök gyermekeként. Anyja horvát származású, míg apja ír. 2014-ben megházasodtak, 30 évnyi kapcsolat után. Három testvére van: Vic, Angela és Jerry. Auckland Devonport, illetve Bayswater nevű külvárosaiban nőtt fel. Öt éves korában csatlakozott egy dráma csoporthoz. Dalszövegeire M.T. Anderson, J.D. Salinger, Raymond Carver és Janet Frame írók hatottak.
Zenei karrierje 2009-ben kezdődött, amikor barátjával megnyert egy tehetségkutató versenyt. Első kiadványa egy 2012-es EP volt, amelyet 2013-ban követett az első nagylemeze, a Pure Heroine. 2017-ben megjelent második stúdióalbuma is Melodrama címmel. 2021. augusztus 20-án jelent meg harmadik nagylemeze, a Solar Power.
Lorde-ot a népszerű South Park című animációs sorozat is kifigurázta.
Neve a "lord" szóból származik, amelyet "szuper menőnek" talált, de úgy érezte, hogy a lord szó "túl férfias", ezért hozzátett egy e betűt, hogy "nőiesebb" legyen.

## Magánélete
2013-tól 2016-ig egy James Lowe nevű fényképésszel volt kapcsolatban. 2016-ban Devonportból Auckland Herne Bay nevű gazdagnegyedébe költözött, ahol 2.84 millió dollárért vett magának egy villát.

## Diszkográfia
- Pure Heroine (2013)
- Melodrama (2017)
- Solar Power (2021)
- Virgin (2025)